# Alle (geslacht)
Alle is een geslacht van vogels uit de familie alken (Alcidae). Het geslacht telt één soort.

## Soorten
- Alle alle – Kleine alk